# 常州市第一人民医院
常州市第一人民医院（苏州大学附属第三医院），是中华人民共和国江苏省的一所医院，为三级甲等医院，位于常州市局前街185号。它始创于1918年。

## 规模
常州市第一人民医院总床位872张，日门诊量2600人次。太平天国护王府遗址位于其院区内。